# Косівець
Ко́сівець — село в Україні, у Великолюбінській селищній громаді Львівського району Львівської області. Населення становить 348 осіб.

## Назва
У 1990 р. назву села Косовець було змінено на одну літеру.